# Mostafa Pourmohammadi
Mostafa Pourmohammadi (en persan : مصطفی پورمحمدی) est un hodjatoleslam, un procureur et un homme politique iranien né le 9 mars 1960 à Qom. 
Il assume la fonction de ministre de l'Intérieur du 24 août 2005 au 2 août 2008. Il est nommé en août 2013 ministre de la Justice du gouvernement dirigé par le président de la République Hassan Rouhani.

## Biographie
De 1979 à 1986, Pourmohammadi est procureur de la Cour révolutionnaire et en 1986, procureur de la Cour révolutionnaire des Forces armées.
De 1987 à 1999, Pourmohammadi est ministre du Renseignement et de la Sécurité. En tant que représentant du ministère de l'Information, il siège au sein de la commission chargée des procès-minute de l'été 1988 au cours duquel plusieurs milliers de prisonniers politiques sont exécutés. De 1990 à 1999, il est directeur des services secrets du ministère de l'Information.
En décembre 2005, l'ONG Human Rights Watch a publié un rapport dans lequel il est expliqué que Mostafa Pourmohammadi est impliqué depuis 20 ans dans de graves violations des droits de l'homme, impliquant des crimes contre l'humanité en rapport avec le massacre de dizaines de milliers de prisonniers politiques. Lors des débuts de la République islamique, Mostafa Pourmohammadi était un jeune procureur de la Cour révolutionnaire dans les provinces du Khouzistan, Hormozgan et Khorassan. Il est accusé, selon des rescapés qui ont ensuite témoigné dans des médias iraniens basés à l'extérieur de l'Iran, d'avoir à ce titre condamné et fait exécuter plus de trois cents personnes rien que dans la prison de Bandar Abbas. À la fin des années quatre-vingt, Mostafa Pourmohammadi est un des trois juges membre d'une commission qui condamne à mort et fait exécuter des milliers de prisonniers politiques notamment à la prison d'Evine. Cette commission était surnommée « Commission de la mort ». 
Membre du cabinet du ministre de l'Intérieur Ali Fallahian, (sous la présidence de Hachemi Rafsandjani) qui a commandité le meurtre d'opposants kurdes iraniens à Vienne en juillet 1989 et en septembre 1992 à Berlin, Mostafa Pourmohammadi a également siégé dans le tribunal spécial jugeant les membres du clergé qui en 1999 a condamné à cinq années de prison Abdollah Nouri, religieux réformateur ministre de l'Intérieur de Mohammad Khatami, qui sous la pression des conservateurs avait dû abandonner son poste. Mostafa Pourmohammadi est également un proche de l'ayatollah Mesbah Yazdi, religieux ultra-conservateur.
Pourmohammadi est candidat à l'élection présidentielle de juin 2024. Il s'agit d'une élection anticipée entraînée par la mort du président Ebrahim Raïssi dans un accident d'hélicoptère. Sa candidature est autorisée par le Conseil des gardiens de la Constitution. Pendant le premier débat présidentiel, il est le seul candidat à se montrer ouvertement critique du soutien iranien à l'invasion russe de l'Ukraine, estimant notamment que celui-ci donne un prétexte pour intensifier les sanctions contre l'Iran et aggraver son isolement international,. 